# Per Karlsson
Per Karlsson est un footballeur international suédois, né le 2 janvier 1986 à Stockholm en Suède. Il joue au poste de défenseur central à l'AIK Solna.

## Palmarès
AIK Solna
- Championnat de Suède (2) :
  - Champion : 2009 et 2018.

- Coupe de Suède (1) :
  - Vainqueur : 2009.

- Supercoupe de Suède (1) :
  - Vainqueur : 2010.